# Johan Edin
Pour les articles homonymes, voir Edin.
Johan Edin est un fondeur suédois, né le 9 février 1987 à Sundsvall.
Il est spécialiste du sprint.

## Biographie
Il débute en Coupe du monde en 2006. Il marque ses premiers points en décembre 2008 sur un sprint. Il obtient son meilleur résultat en 2012 lorsqu'il se classe 8e du sprint de Québec.
Aux Championnats du monde 2015, il est 43e du sprint classique pour sa première épreuve en mondial.

## Palmarès

### Coupe du monde
- Meilleur classement général : 78e en 2013.